# Charlie Blackmon
Pour les articles homonymes, voir Blackmon.
Charles Cobb Blackmon (né le 1er juillet 1986 à Suwanee en Géorgie, États-Unis) est un joueur de champ extérieur des Ligues majeures de baseball jouant pour les Rockies du Colorado.
Blackmon est généralement le premier frappeur de l'alignement offensif des Rockies. En 2017, il réussit un record de 104 points produits en une saison comme premier frappeur de son équipe. Il est aussi champion frappeur de la Ligue nationale en 2017.

## Carrière
Joueur au Georgia Institute of Technology à Atlanta, Charlie Blackmon est un choix de deuxième ronde ronde des Rockies du Colorado en 2008.
Il fait son entrée dans les majeures avec les Rockies le 7 juin 2011. Le 8 juin, à son second match, Blackmon réussit son premier coup sûr au plus haut niveau lorsqu'il frappe un simple aux dépens du lanceur Dustin Moseley, des Padres de San Diego. Le 1er juillet contre les Royals de Kansas City, il frappe son premier coup de circuit en carrière, aux dépens du lanceur Joakim Soria. En 27 parties pour Colorado, jouées en juin et juillet 2011, Blackmon compte un circuit et 8 points produits.
Réserviste au champ extérieur à ses premières années dans les majeures, Blackmon frappe pour une moyenne de ,283 en 121 passages au bâton en 2012, avec deux circuits et 9 points produits en 42 matchs.
Il dispute 82 matchs des Rockies en 2013 et contribue offensivement avec une belle moyenne au bâton de ,309 qui va de pair avec ses 6 circuits et ses 22 points produits.
Il se révèle l'une des surprises de la saison 2014 alors qu'il affiche déjà 14 circuits, 52 points produits, un sommet chez les Rockies de 18 buts volés et une moyenne au bâton de ,306 après 93 matchs joués. Il est invité pour la première fois au match des étoiles. Il mène les Rockies en 2014 avec 171 coups sûrs et 82 points marqués. Il termine l'année avec une moyenne au bâton de ,288 en 154 parties jouées. Il claque 19 circuits, produit 72 points et réussit 28 vols de buts.
En 2016, Blackmon remporte pour la première fois un Bâton d'argent.
Blackmon est élu meilleur joueur du mois de mai 2017 dans la Ligue nationale.
En 2017, Blackmon réussit un nouveau record de 104 points produits en une saison comme premier frappeur de son équipe, abattant la précédente marque de 100 par Darin Erstad des Angels d'Anaheim au cours de la saison 2000. Blackmon est champion frappeur de la Ligue nationale en 2017 avec une moyenne au bâton de ,331.